# Parc national de Nieuw Land

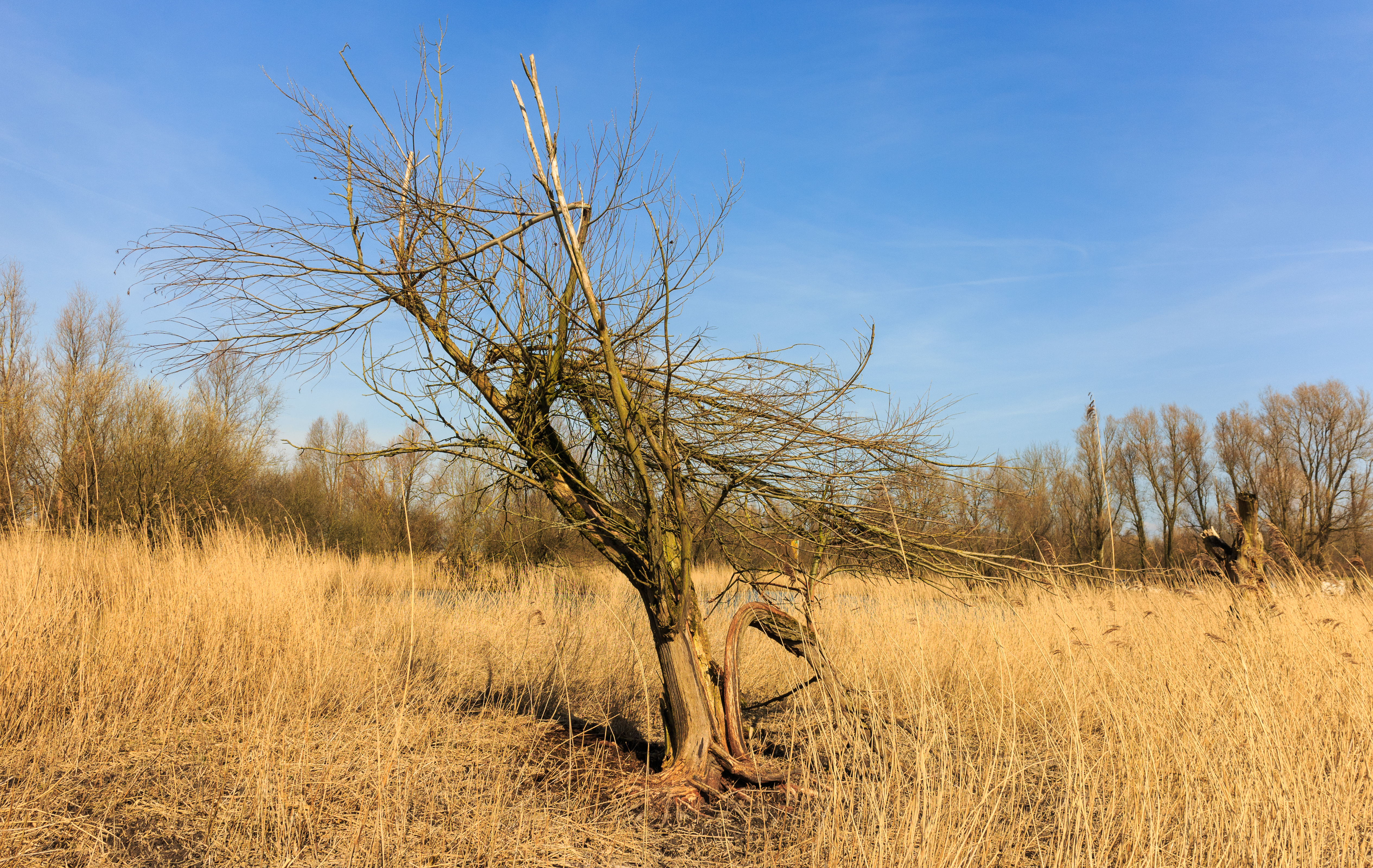
Un arbre poussant sur un ancien fond marin.

Le parc national de Nieuw Land est un parc national de la province néerlandaise du Flevoland. Une petite partie du parc national est située dans le Flevopolder, mais plus des trois quarts sont constitués d'eau. Le parc dans son ensemble fait près de 29 000 hectares.

## Histoire
En 2015, le gouvernement national a décidé de renouveler et d'étendre le système des parcs nationaux. Cela a conduit à ce qu'on appelle les parcs nationaux du nouveau style. Ceux-ci doivent répondre à quatre exigences. Ils doivent être grands et cohérents. Ils doivent contenir des noyaux de valeur naturelle, mais aussi avoir une valeur scénique ou culturelle et historique. Ils doivent être attrayants et emblématiques et ainsi attirer les visiteurs néerlandais et étrangers. Après tout, ils ont leur propre identité, que les résidents, les institutions et les entrepreneurs reconnaissent. Niew Land est le premier parc national de style nouveau. Il comprend notamment, une partie du Markermeer, l'Oostvaardersplassen, qui avait déjà été nommé pour le statut de parc national, Lepelaarplassen, les nouvelles zones Marker Wadden et Trintelzand sur l'Houtribdijk et tout au nord l'île prototype, proche du naviduct .
En 2019, le gouvernement et les organisations de protection de la nature se sont engagés à dépenser 470 € les 20 prochaines années pour développer le parc et connecter ses différentes parties entre elles.

## Écosystème
Le cabinet d'architectes Mecanoo a élaboré une vision de développement et un plan directeur pour ce parc national, commandé par les municipalités d'Almere et Lelystad, la province de Flevoland, Flevo-Landscape, le Water Board Zuiderzeeland, le Staatsbosbeheer, Rijkswaterstaat et le Natuurmonumenten. Ce plan directeur 2018-2019 décrit comment la zone peut se développer progressivement en un parc continu jusqu'en 2040. Selon les plans, il devrait devenir un écosystème "robuste" et "résilient". A cet effet, les quatre centres nature seront agrandis et les liaisons entre eux seront améliorées. Il est proposé de créer des îles, des failles, des prairies humides et des cours d'eau. Les oiseaux, entre autres, peuvent alors se nourrir dans certaines parties du parc et se reposer ou élever leurs petits dans d'autres parties.
Plusieurs régions sont protégées par Réseau Natura 2000.

## Valeur d'expérience
Selon le plan directeur, la zone doit également devenir plus « expérimentable ». Cela signifie que les visiteurs devraient pouvoir s'y rendre plus facilement, à vélo, en canot, à pied ou en véhicule tout-terrain électrique. Les haltes existantes sur la digue de l'Oostvaardersplassen, l'Houtribdijk et la Knardijk deviendront les belvédères du Nieuw Land" selon le plan.
Selon les planificateurs, la région peut attirer deux millions de visiteurs par an.